# Ткаченко Євген Васильович
Євген Васильович Ткаченко (нар. 9 січня 1938) — український радянський льотчик 1 класу, парашутист.

## З життєпису
Заслужений майстер спорту СРСР, заслужений тренер України з парашутного спорту.
Чемпіон світу з парашутного спорту в акробатиці (1962, США; 1964, ФРН). Чемпіон світу з парашутного спорту (1966, НДР). Абсолютний чемпіон світу з парашутного спорту (1968, Австрія).
Чемпіон СРСР 1961, 1963, 1965, 1967.
Абсолютний чемпіон Спартакіади народів СРСР в багатоборстві 1967.
Неодноразовий рекордсмен світу (понад 35 світових рекордів) і СРСР з парашутного спорту.